# Ведута Микола Іванович
Микола Іванович Ведута (6 лютого 1913 — 25 квітня 1998) — радянський і білоруський економіст-кібернетик, доктор економічних наук, професор, член-кореспондент Національної академії наук Білорусі, основоположник Наукової школи стратегічного планування.
Автор понад 100 наукових праць.

## Біографія
Микола Ведута народився 6 лютого 1913 року в місті Старобільську Харківської губернії у родині донського козака — лікаря Івана Ведути і дворянки Любові Барбе.
У 1938 році закінчив Харківський політехнічний інститут.
Трудову діяльність розпочав з майстра машинно-тракторної станції (МТС). На початку війни був відправлений у Сталінград перебудовувати тракторний завод під виробництво танків. Після Сталінграда М. І. Ведута був відправлений в Челябінськ перебудовувати під виробництво танків Челябінський тракторний завод, а в 1943 р. — Барнаул будувати новий тракторний завод. Після війни він повернувся в Харків, став головним конструктором Харківського тракторного заводу. У 1952 році повинен був виїхати в Румунію будувати тракторний завод, однак, за зверненням ЦК КПРС, як практик і організатор виробництва, М. І. Ведута був направлений в аспірантуру Інституту економіки АН СРСР.
В 1957—1962 роках — заступник директора та завідувач сектором Інституту економіки АН УРСР.
У 1962—1967 рр .. — директор Центрального науково-дослідного інституту технічного управління (ЦНДІТУ) [Архівовано 11 грудня 2017 у Wayback Machine.], член колегії Міністерства приладобудування СРСР. Керував впровадженням перших в країні автоматизованих систем управління (АСУ) виробництвом на машинобудівних підприємствах.
У 1967 році в БДІНГ ім. В. В. Куйбишева була утворена кафедра економіко-математичних методів і програмування, М. І. Ведута був першим її завідувачем.
У 1967—1977 рр. — завідувач сектором Інституту економіки АН УРСР і одночасно — завідувач кафедри Білоруського інституту народного господарства.
У 1977—1989 роках — старший науковий співробітник, завідувач сектором НДІ ЕОМ (Мінськ) і в 1978—1982 роках — професор Республіканського міжгалузевого інституту підвищення кваліфікації керівних працівників та фахівців галузей.
Микола Ведута працював головним інженером Мінського тракторного заводу, а потім начальником відділу перспективного планування в Держплані Білорусі.

## Область наукової діяльності

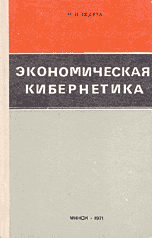
М. І. Ведута «Економічна кібернетика»

З кінця 50-х рр. М. І. Ведута тісно співпрацював з вченими Центрального економіко-математичного інституту Академії наук СРСР — академіками В. С. Немчиновым, М. Я. Петраковим, М. П. Федоренко, С. С. Шаталіним, професором В. В. Новожиловим та ін. у становленні та розвитку економіко-математичного напрямку в СРСР. У своїй докторській дисертації, він особливу увагу приділяє моделювання методу послідовних наближень, подібному практику господарювання, що є розвитком методу «витрати — випуск» В. Леонтьєва для цілей ефективного управління економікою.
У дослідженнях «Про економічної ефективності капітальних вкладень у промисловість» (1960), «Економічна ефективність нової техніки» (1964) та ін. М. І. Ведута особливу увагу приділяє проблемам підвищення ефективності суспільного виробництва, продуктивності праці, раціонального розміщення продуктивних сил, спеціалізації і кооперування[відсутнє в джерелі].
Конструюючи централізовану (змішану) економіку на основі вітчизняного і зарубіжного досвіду, М. І. Ведута розробив динамічну модель міжгалузевого балансу, що передбачає включення впливу ринку (цін рівноваги) на визначення пропорцій плану.
Принципи поєднання плану і ринку, для оптимізації управління економікою, були викладені ним у книзі «Економічна кібернетика» [Архівовано 11 грудня 2017 у Wayback Machine.] (1971).
В останній книзі М. І. Ведути «Соціально ефективна економіка» [Архівовано 4 березня 2016 у Wayback Machine.] (1998) містяться основи системи національного рахівництва для розрахунку стратегічного плану, а також математичний інструментарій для проведення конкретних розрахунків по складанню траєкторії розвитку держави.
Герой Радянського Союзу, генерал армії В. І. Варенников у своєму семитомнику «Неповторне» згадує Миколу Ведуту, як людину, яка внесла внесок у світову економічну думку. Проф., д. е. н. Н. Кузнєцов вважав, що динамічна модель міжгалузевого балансу М. Ведути являє собою науковий механізм, який стоїть над ідеологією.
На думку д. е. н. В. Комкова, Ведута був основоположником школи економіко-математичного моделювання в Білорусі і основоположником економічної кібернетики в білоруській економічній науці.

## Міжнародне визнання
У 1998 році Міжнародним Біографічним Центром Кембриджа наукові дослідження М. І. Ведути були визнані в якості одного з найвизначніших досягнень XX століття. В даний час інтерес до динамічної моделі стратегічного планування спостерігається у Китаї, Німеччині і інших країнах.

## Нагороди
- Орден «Знак Пошани» (1966)
- медаль «За доблесну працю у Великій Вітчизняній війні 1941—1945 рр ..»
- медаль «Ветеран праці»
- медаль «На відзначення 100-річчя з дня народження Володимира Ілліча Леніна»
- медаль «Тридцять років Перемоги у Великій Вітчизняній війні 1941—1945 рр ..»
- медаль «Сорок років перемоги у Великій Вітчизняній війні 1941—1945 рр ..»
- медаль «50 років Перемоги у Великій Вітчизняній війні 1941—1945 рр ..»

## Основні праці
- Ведута, Н. И. Социально эффективная экономика / Под общей ред. докт. экон. наук. Ведута Е. Н. — М.: РЭА, 1999. — 254 с.
- Ведута, Н. И. Марксизм-ленинизм и мы. — Мн.: Радзіма, 1996.
- Ведута, Н. И. Экономическая кибернетика. — Мн.: Наука и техника, 1971. — 318 с.
- Ведута, Н. И. Экономика механизации управленческого труда / Н. И. Ведута, И. Б. Левин, С. И. Лукашевич. — М.: Экономика, 1968. — 149 с.
- Ведута, Н. И. Экономическая эффективность новой техники. — Мн.: Наука и техника, 1964. — 336 с.
- Ведута, Н. И. Об экономической эффективности капитальных вложений в промышленности. — Мн.: Изд-во Акад. наук БССР, 1960.